# Sheng Ming zaju
Sheng Ming zaju (chinesisch 盛明雜劇 / 盛明杂剧, Pinyin Shèng Míng zájù) ist eine bekannte chinesische Sammlung (congshu) von Zaju (Wade-Giles: tsa-chü; d. h. den Stücken des Zaju-Theaters) aus der Zeit der Ming-Dynastie (1368–1644). Sie wurde von Shen Tai 沈泰 zusammengestellt. Sie erschien in zwei Teilsammlungen (ji).
Eine dritte Sammlung (Zaju sanji 杂剧三集 oder Zaju xinbian 杂剧新编) wurde von Zou Shijin 邹式金 Ende der Ming-, Anfang der Qing-Dynastie (1644–1911) zusammengestellt.

## Inhaltsübersicht
Die folgenden Listen führen die Stücke der ersten zwei Teilsammlungen sowie der dritten Teilsammlung auf. Das Format ist Titel gefolgt von Verfasser, jeweils in Pinyin (in Getrenntschreibung) und in chinesischen Schriftzeichen.

### Erste und zweite Teilsammlung
(初集、二集)
- 1 Gao tang meng 高唐梦 Wang Daokun 汪道昆
- 2 Wu hu you 五湖游 Wang Daokun 汪道昆
- 3 Yuan shan xi 远山戏 Wang Daokun 汪道昆
- 4 Luo shui bei 洛水悲 Wang Daokun 汪道昆
- 5 Yu yang san nong 渔阳三弄 Xu Wei 徐渭
- 6 Cui xiang meng 翠乡梦 Xu Wei 徐渭
- 7 Ci mu lan 雌木兰 Xu Wei 徐渭
- 8 Nü zhuang yuan 女状元 Xu Wei 徐渭
- 9 Zhao jun chu sai 昭君出塞 Chen Yujiao 陈与郊
- 10 Wen ji ru sai 文姬入塞 Chen Yujiao 陈与郊
- 11 Yuan shi yi quan 袁氏义犬 Chen Yujiao 陈与郊
- 12 Ba ting qiu 霸亭秋 Shen Zizheng 沈自徵
- 13 Bian ge ji 鞭歌妓 Shen Zizheng 沈自徵
- 14 Zan hua ji 簪花髻 Shen Zizheng 沈自徵
- 15 Bei mang shuo fa 北邙说法 Ye Xianzu 叶宪祖
- 16 Tuan hua feng 团花凤 Ye Xianzu 叶宪祖
- 17 Tao hua ren mian 桃花人面 Meng Chengshun 孟称舜
- 18 Si li tao sheng 死里逃生 Meng Chengshun 孟称舜
- 19 Zhong shan lang 中山狼 Kang Hai 康海
- 20 Yu lun pao 郁轮袍 Wang Heng 王衡
- 21 Hong xian nü 红线女 Liang Chenyu 梁辰鱼
- 22 Kun lun nu 昆仑奴 Mei Dingzuo 梅鼎祚
- 23 Hua fang yuan 花舫缘 Zhuo Renyue 卓人月
- 24 Chun bo ying 春波影 Xu Hui 徐翙
- 25 Guang ling yue 广陵月 Wang Tingne 汪廷讷
- 26 Zhen kui lei 真傀儡 Wang Heng 王衡
- 27 Nan wang hou 男王后 Wang Jide 王骥德
- 28 Zai sheng yuan 再生缘 Wang Heng 王衡
- 29 Yi wen qian 一文钱 Xu Fuzuo 徐复祚
- 30 Qi dong jue dao 齐东绝倒 Lü Tiancheng 吕天成
- 31 Feng yue mu dan xian 风月牡丹仙 Zhu Youdun 朱有炖
- 32 Xiang nang yuan 香囊怨 Zhu Youdun 朱有炖
- 33 Wu ling chun 武陵春 Xu Chao 许潮
- 34 Lan ting hui  兰亭会 Xu Chao 许潮
- 35 Xie feng qing 写风情 Xu Chao 许潮
- 36 Wu ri yin 午日吟 Xu Chao 许潮
- 37 Nan lou yue 南楼月 Xu Chao 许潮
- 38 Chi bi you 赤壁游 Xu Chao 许潮
- 39 Long shan yan 龙山宴 Xu Chao 许潮
- 40 Tong jia hui 同甲会 Xu Chao 许潮
- 41 Yi shui han 易水寒 Ye Xianzu 叶宪祖
- 42 Yao tao wan shan 夭桃纨扇 Ye Xianzu 叶宪祖
- 43 Bi lian xiu fu 碧莲绣符 Ye Xianzu 叶宪祖
- 44 Dan gui dian he 丹桂钿合 Ye Xianzu 叶宪祖
- 45 Su mei yu chan 素梅玉蟾 Ye Xianzu 叶宪祖
- 46 You qing chi 有情痴 Xu Yanghui 徐阳辉
- 47 Tuo nang ying 脱囊颖 Xu Yanghui 徐阳辉
- 48 Qu jiang chun 曲江春 Wang Jiusi 王九思
- 49 Yu er fo 鱼儿佛 Zhan Ran chanshi 湛然禅师
- 50 Shuang ying zhuan 双莺传 Yuan Yuling 袁于令
- 51 Bu fu lao 不伏老 Feng Weimin 冯惟敏
- 52 Qiu ran weng 虬髯翁 Ling Mengchu 凌蒙初
- 53 Ying xiong cheng bai 英雄成败 Meng Chengshun 孟称舜
- 54 Hong lian zhai 红莲债 Hong Lianzhai 陈汝元
- 55 Lao bing si 络冰丝 Xu Hui 徐翙
- 56 Cuo zhuan lun 错转轮 Qi Linjia 祁麟佳
- 57 Jiao lu meng 蕉鹿梦 Che Renyuan 车任远
- 58 Ying tao yuan 樱桃园 Wang Dan 王澹
- 59 Xiao yao you 逍遥游 Wang Yinglin 王应遴
- 60 Xiang si pu 相思谱 Wu zhong qing nu 吴中情奴

### Dritte Teilsammlung
(杂剧三集bzw. 杂剧新编) 
- Tong tian tai 通天台 Guanyin zhuren 灌隐主人
- Lin chun ge 临春阁 Wu Meicun 吴梅村
- Du li sao 读离骚 You Hui’an 尤悔庵
- Diao pipa 吊琵琶You Hui’an 尤悔庵
- Kong tang hua 空堂话 Zou Shujie 邹叔介
- Su yuan weng 苏园翁 Mao Xiaoruo 茅孝若
- Qin ting zhu 秦廷筑 Mao Xiaoruo 茅孝若
- Jin men ji 金门戟  Mao Xiaoruo 茅孝若
- Zui xin feng 醉新丰 Mao Xiaoruo 茅孝若
- Nao men shen 闹门神 Mao Xiaoruo 茅孝若
- Shuang he huan 双合欢 Mao Xiaoruo 茅孝若
- Ban bi han 半臂寒 Nanshan yishi 南山逸史
- Zhang gong mei 长公妹 Nanshan yishi 南山逸史
- Zhong lang nu:/ru 中郎女 Nanshan yishi 南山逸史
- Jing zhao mei 京兆眉 Nanshan yishi 南山逸史
- Cui dian yuan 翠钿缘 Nanshan yishi 南山逸史
- Ying wu zhou 鹦鹉洲 Zheng Wuyu 郑无瑜
- Mi luo jiang 汨罗江 Zheng Wuyu 郑无瑜
- Huang he lou 黄鹤楼 Zheng Wuyu 郑无瑜
- Teng wang ge 滕王阁 Zheng Wuyu 郑无瑜
- Yan er mei 眼儿媚Meng Ziruo 孟子若
- Gu hong ying 孤鸿影 Zhou Jie’an 周芥庵
- Meng huan yuan 梦幻缘 Zhou Jie’an 周芥庵
- Xu xi xiang 续西厢 Zha Yihuang 查伊璜
- Bu liao yuan 不了缘 Bijiao zhuren 碧蕉主人
- Ying tao yan 樱桃宴 Zhang Laizong 张来宗
- Zhao jun meng 昭君梦 Xue Jiyang 薛既扬
- Qi ting yan 旗亭宴 Zhang Zhanglin 张掌霖
- E fang shuo 饿方朔 Sun Ben’an 孙笨庵
- Cheng nan si 城南寺 Huang Hanchen 黄汉臣
- Xi tai ji 西台记 Lu Wan’an 陆晚庵
- Wei hua fu 卫花符 Du Yiling 堵伊令
- Geng shi chen 鲠诗谶 Tushi daomin 土室道民
- Feng liu zhong 风流冢 Zou Zhongyin 邹仲愔

## Ausgaben
- Zhongguo xiqu chubanshe 中国戏剧出版社 1958
- Zhongguo shudian 中国书店 2011